# Lignières-Orgères

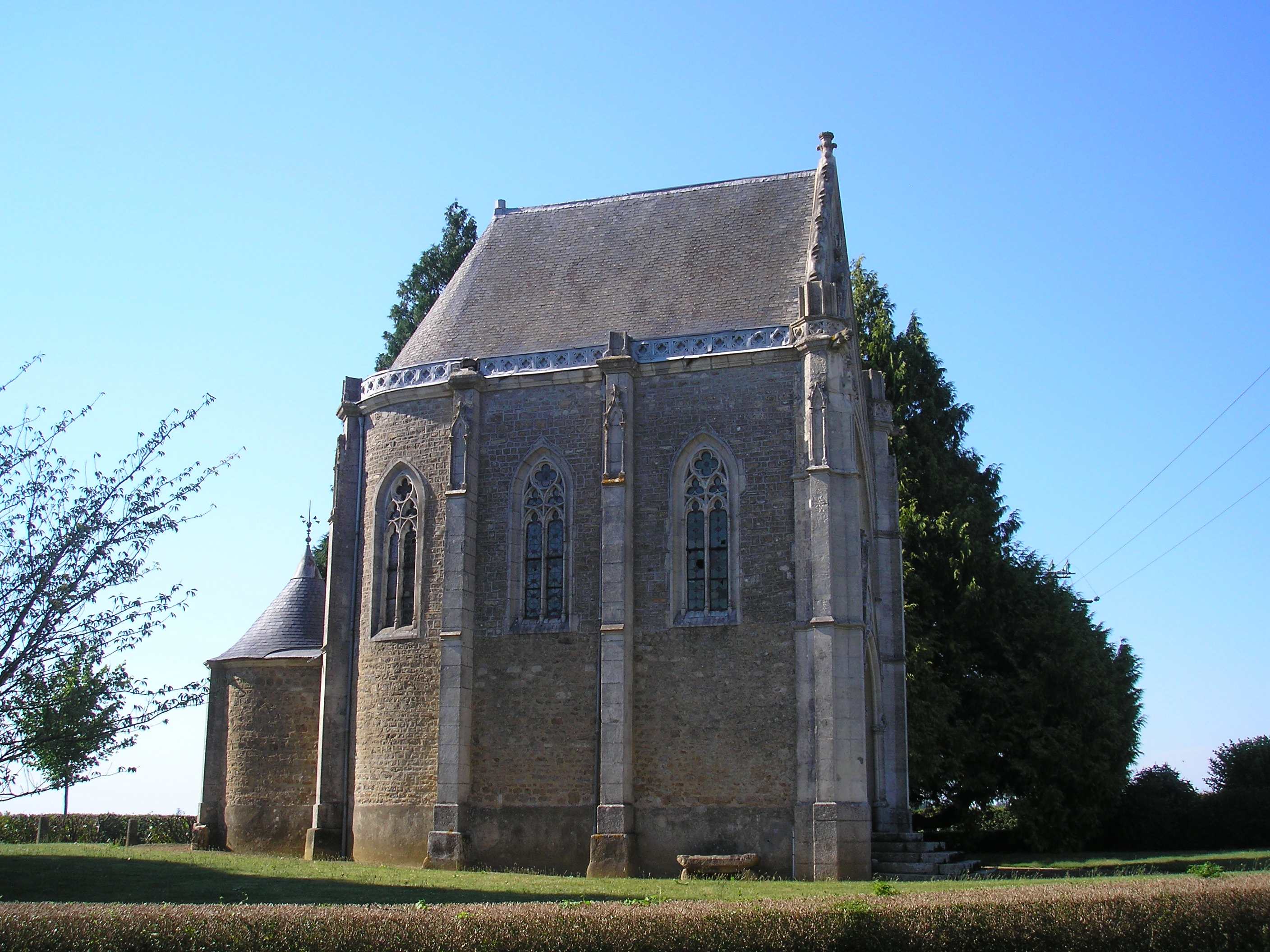
Kapel Notre-Dame de Lourdes

Lignières-Orgères is een gemeente in het Franse departement Mayenne (regio Pays de la Loire) en telt 735 inwoners (1999). De plaats maakt deel uit van het arrondissement Mayenne.

## Geografie
De oppervlakte van Lignières-Orgères bedraagt 40,7 km², de bevolkingsdichtheid is 18,1 inwoners per km².

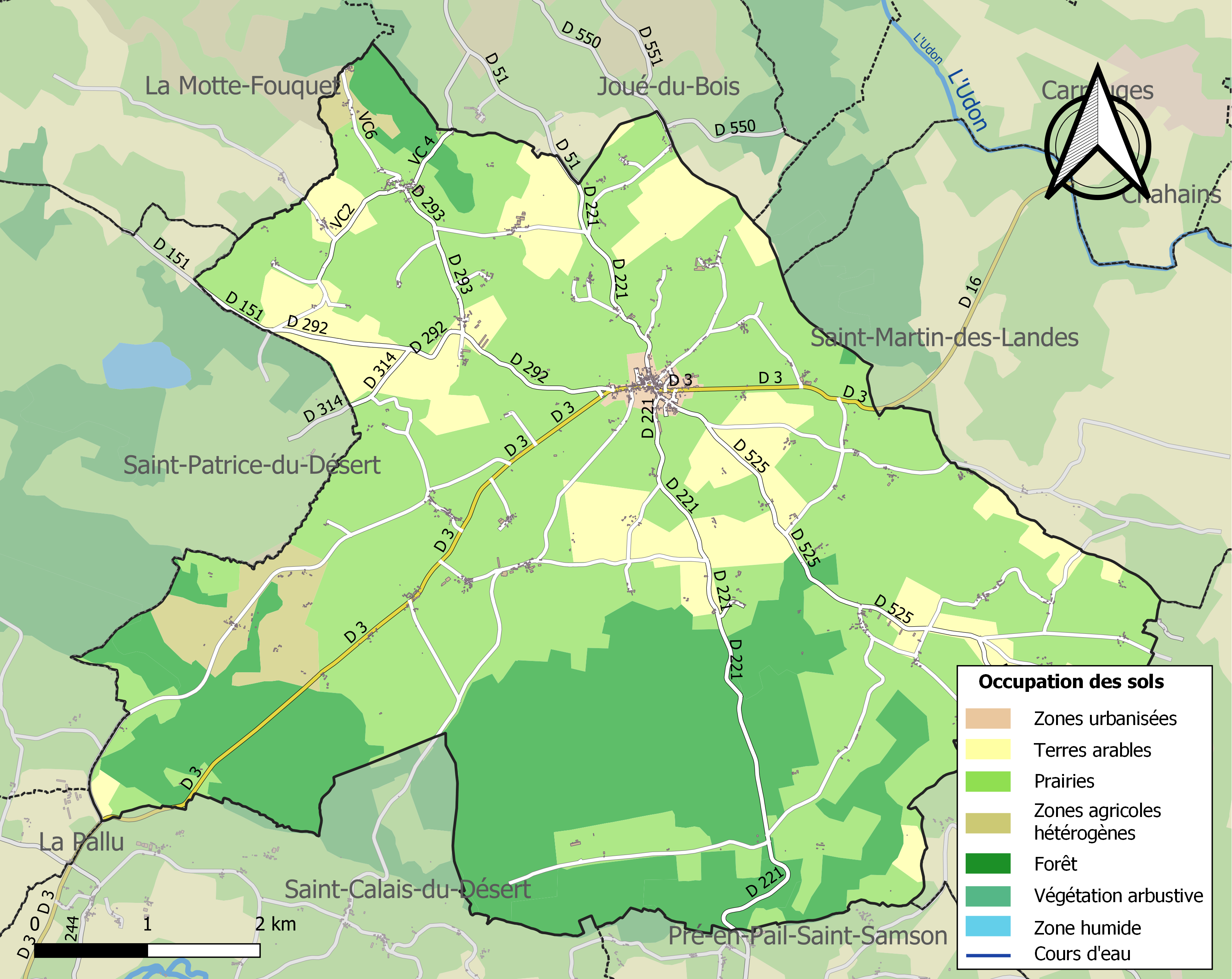
Kaart van de gemeente met de belangrijkste infrastructuur, bodemgebruik en omliggende gemeenten

## Demografie
Onderstaande figuur toont het verloop van het inwonertal (bron: INSEE-tellingen).